# Gornja Kozica (Oštra Luka)
Gornja Kozica (szerbül: Горња Козица) falu Bosznia-Hercegovinában, a Szerb Köztársaságban, Oštra Luka községben. Gornja Kozica településnek a Szerb Köztársaság terülétéhez került része.

## Fekvése
Bosznia-Hercegovina északnyugati részén, Banja Lukától légvonalban 30, közúton 49 km-re délnyugatra, Prijedortól légvonalban 34, közúton 68 km-re délre, községközpontjától  légvonalban 22, közúton 59 km-re délkeletre, a Kozica-patak forrásvidékétől délre fekvő dombos területen fekszik. A Kozica keresztülfolyik a szomszédos Donja Kozicán, és 9 km megtétele után Podovi falunál ömlik a Szanába.

## Népessége
| Nemzetiségi csoport | Népesség 1991 | Népesség 2013 |
| ------------------- | ------------- | ------------- |
| Szerb               | 140           | 20            |
| Bosnyák             | 0             | 0             |
| Horvát              | 0             | 0             |
| Jugoszláv           | 0             | 0             |
| Egyéb               | 0             | 0             |
| Összesen            | 140           | 20            |

## Története
Kozica település már a 16. században létezett. Ezt igazolja negyedik török defter 1568-ból, amely a Szana náhije részeit írja le, és amelyet Milan Vasić fordított le és Vasić az „Etnikai mozgalmak a boszniai Krajinában a 16. században” című művében adott közre. Ebben szerepel Novo Selo a mai Kozica falu egyik településrésze. Ezt a falucskát a harmadik, 1895-ös osztrák-magyar összeírás is megemlíti Kozica falu részeként. Kozicán egy török őtorony (čardak) is állt, mely a község kataszterében az iskolától északra, a Kozica-folyó mentén van megjelölve. Čardak nevű hely más forrásban nem található, csak a község kataszterében szerepel, és az egész területen ez az egyetlen „čardak” nevű hely. A helyi lakosság elmondása szerint ez volt Csekics Hasszán-bej csardakja, melyet 1907-ben egy lázadás során a jobbágyok égettek fel. A kozicai lázadás élén Trivo Spire Zecević állt, és még négy résztvevő neve ismert: Ilija Babić, llozo és Lazar Bajić, valamint Zaharije Majkić, akit Kurjaknak neveztek.
1879-ben az első osztrák-magyar népszámlálás Kozicán 928 lakost számlált, valamennyien ortodox szerbek voltak. 1895-ben Kozica községhez Kozica (Babići, Graćanica, Đakovići, Mrsići, Nikolići, Novoselci, Oljače, Pantelići, Podić, Stevanovići, Sućuri, Tepići, Tukovi és Zečevići településrészekkel), Podovi és Tramošnja (Bodiroža, Borenovići, Dardići, Dejanovići, Gorani,
Jovičići, Smoljani, Suhodo és Vujanovići településrészekkel) falvak tartoztak. 1910-ben Kozicának 1328 lakosa volt. Kozica és Podovi falvak közös földműves szövetkezete 1922. augusztus 2-án alakult meg és egészen 1941-ig Jugoszlávia széteséséig működött. A település elemi iskoláját 1932-ben építették. 1941-ben, nem sokkal a megszállók elleni felkelés előtt érkezett vissza falujába Risto Kovačević, akit a helyiek csak Risto bácsiként ismertek. Ő hosszú ideig dolgozott Jugoszlávia különböző helyein. Haladó nézetei voltak, és a KPJ szimpatizánsa volt. Jelentős politikai munkát végzett a parasztok körében. Azt tanácsolta nekik, hogy ne adják át fegyvereiket az usztasáknak: „A fegyvereket és a lőszert úgy kell tárolnunk, ahogyan a drágakövet tároljuk.” Becsmérelte a német megszállókat és az Usztasát. A kommunista pártról és a munkásmozgalomról beszélt a parasztoknak. Személyesen vett részt május 6. és 8. között a kijevói csatában, de a cselekvést még korainak gondolta. Ennek ellenére a faluból sokan vettek részt a németek és usztasák elleni harcokban, mely végül a lázadás leverésével végződött.
A településen az 1991-es népszámlálás adatai szerint 140-en éltek. A boszniai háborút lezáró daytoni békeszerződés rendelkezése alapján az ország területét felosztották a Bosznia-hercegovinai Föderáció és a boszniai Szerb Köztársaság között. A békeszerződés utáni területmegosztási megállapodás értelmében a háború előtti település területének egyik része, 10,92 km2 területtel a Boszniai Szerb Köztársasághoz és Oštra Luka községhez került, míg a település területének másik része, 13,32 km2 területtel a Bosznia-hercegovinai Föderáció Una-Szanai kantonjában levő Sanski Most község területénél maradt.

## Nevezetességei
Szent Lázár mártír fejedelem tiszteletére szentelt pravoszláv temploma Donja Kozicán áll.